# LS-DYNA
LS-DYNAとは、Livermore Software Technology Corporationより開発されたCAEソフトウェア（構造解析パッケージ）である。なお、Livermore社は2019年にAnsysにより買収され、現在はAnsysより開発・販売されている。

## 概要
John O. Hallquistは、自身がLawrence Livermore研究所において開発し、公開コードとなっていた陽解法有限要素法DYNA3Dのプログラムをもとに、LS-DYNAを開発し、1987年Livermore Software Technology Corporationを設立し販売とサポートを開始した。
LS-DYNAの特徴は、陽解法による高速な非線形動解析の実現である。従来のNastranなどの陰解法では、エネルギーバランスの収束計算に時間がかかるため、大規模なモデルでの長時間の時間遷移を扱う計算や、大きな変形、高速な運動を扱うことは、現実には難しかった。LS-DYNAでは、陽解法を用いることで、エネルギーバランスのチェックは行うものの、収束計算は行わず、単純に運動方程式を細かい時間単位に区切って、次々に計算することで、計算を高速化するとともに、大きな運動量を持つ長時間の計算を可能にした。
このようなCAEソフトウェアのサポートを伴う販売により、自動車や機器の衝突や落下といった、大きな衝撃が発生するとともに、時刻歴で応力波が伝播していくことで破壊や変形が衝突点より遠く離れたところでも発生するような、大規模かつ長時間の問題において、実験だけでなく、コンピュータ解析でも結果を予測することが可能となり、折から衝突安全性や乗員保護などの機能の向上を求められていた自動車業界には、非常な歓迎とともに普及していった。
また、LS-DYNAでは、陽解法に加えて、陰解法のコードも実装することで、たとえばプレス加工のような大きな力と衝撃で変形加工を行う過程は陽解法で計算し、その後プレス型から外して形状が多少戻るようなエネルギーバランスの収束過程は陰解法で計算するといったことも可能である。陽解法・陰解法の搭載により、通常の線形解析や周波数応答などにも対応し、衝撃解析だけでなく、ハイエンド汎用構造解析ソフトウェアとして、活用できる機能を搭載する。
現在は、輸送機器などの大規模なものだけでなく、シャンプーや化粧品の容器や、おもちゃなど、一般消費財の開発にも幅広く使われるに至っている。ソフトウェアそのものは高価であり、またPC版も存在はするものの、大規模な問題ではスーパーコンピュータでの計算実行が望ましいため、研究開発にある程度の投資ができる規模の企業での導入が多い。主な導入業種は、自動車、航空宇宙、防衛、電気機器、建設・土木、原子力などである。
日本ではJSOL（旧日本総研ソリューションズ。分社化前は日本総合研究所）、伊藤忠テクノソリューションズ、富士通が代理店となっており、それぞれ独自のサービスを提供している。